# Néophytos Edelby
Néophytos Edelby (né Elias Edelby) (né le 10 novembre 1920 à Alep, mort le 10 juin 1995) est un religieux syrien, devenu archevêque de l'Archeparchie d'Alep de l'Église grecque-catholique melkite.

## Biographie
Son prédécesseur est Athanase Toutounji, et son successeur est Jean-Clément Jeanbart.
Il fit son noviciat dans l'ordre basilien alépien (en) au monastère Saint-Isaïe, près de Broummana (Liban). On lui donna en religion le nom de Néophytos en mémoire de l’évêque de Saïdnaya

## Ouvrage
- Liturgicon, Missel Byzantin à l'usage des fidèles (ill. Jean-Pierre Ghysels)